# Heteroaromaten
Bei den Heteroaromaten handelt es sich um aromatische Verbindungen, deren Ringgerüst ein oder mehrere Heteroatome (z. B. Stickstoff, Sauerstoff, Schwefel) enthalten. Formal leiten sich Fünf- und Sechsring-Heteroaromaten vom Cyclopentadienyl-Anion und vom Benzol ab, indem eine Ring-CH-Gruppe (Methingruppe) durch ein Heteroatom ersetzt wird.

Nikotin enthält einen heteroaromatischen Sechsring (Pyridin).

Purin ist ein bicyclischer Heteroaromat mit 4 Stickstoffatomen.

Antipyrin enthält einen heteroaromatischen Fünfring (Pyrazolon).

Die Heteroaromaten spielen eine bedeutende Rolle in der Naturstoffchemie (Beispiele: Nikotin, Coffein) und in der Pharmazie. So handelt es sich bei Antipyrin, dem ersten synthetischen fiebersenkenden Arzneimittel (1887) um einen Fünfring-Heteroaromat.

## Eigenschaften
Monocyclische Heteroaromaten sind durch ein dem Benzol analoges {\displaystyle \pi }-Elektronensextett (siehe Hückel-Regel) gekennzeichnet. Sie werden in {\displaystyle \pi }-elektronenreiche und {\displaystyle \pi }-elektronenarme Heteroaromaten unterteilt. Bei den Fünfring-Heteroaromaten ist das nichtbindende freie Elektronenpaar Teil des {\displaystyle \pi }-Elektronensextetts, das sich im Sinne der mesomeren Grenzstrukturen auf die fünf Ringatome verteilt.

Mesomere Grenzstrukturen bei Fünfring-Heteroaromaten
Dadurch erhöht sich auf Kosten des Heteroatoms die {\displaystyle \pi }-Elektronendichte an den Ring-Kohlenstoffatomen, so dass die Fünfring-Heteroaromaten zu den {\displaystyle \pi }-elektronenreichen Heteroaromaten gehören.
Die {\displaystyle \pi }-elektronenreichen Heteroaromaten sind erwartungsgemäß reaktiver als die Aromaten ohne Heteroatom. Die Reaktivität sinkt aber mit steigender Gruppennummer und Periode des Heteroatoms. So neigt z. B. Pyrrol zur Autopolymerisation, während Furan unter Lufteinwirkung schnell braune Oxide bildet, die sich thermisch wieder spalten lassen. Thiophen hingegen ist an der Luft bereits recht beständig. Die typische Reaktion der drei Verbindungen ist die elektrophile Substitution. Nur Furan, der Heterocyclus mit der geringsten Resonanzenergie, zeigt auch typische Reaktionen eines Diens. Zusätzliche Heteroatome beeinflussen die Stabilität in Abhängigkeit von ihrer Position im Ring. Beispielsweise führt ein Stickstoffatom in 3-Position generell zu einer chemischen Stabilisierung eines {\displaystyle \pi }-elektronenreichen Heteroaromaten (siehe vglw. Imidazol, Oxazol, Thiazol). 
Bei den Sechsring-Heteroaromaten handelt es sich um {\displaystyle \pi }-elektronenarme Heteroaromate. So reagiert der Sechsring-Heteroaromat Pyridin nur noch unter drastischen Bedingungen im Sinne einer elektrophile Substitution, jedoch sind recht leicht nucleophile Substitutionsreaktionen in 2- und 4-Stellung möglich. 
Fünfgliedrige Heterocyclen mit zwei Heteroatomen wie die 1,2-Diazole (Pyrazole) und die 1,3-Diazole (Imidazole) sind gegenüber dem schwach basischen Pyrrol stärkere Basen, da sie ein weiteres Ring-Stickstoffatom enthalten, dessen freies Elektronenpaar senkrecht zum {\displaystyle \pi }-System steht und das sich deshalb kaum an der Mesomerie beteiligt.

## Typische Vertreter

### Monocyclische Heteroaromaten
- Fünfring-Heteroaromaten mit einem Heteroatom:

Pyrrol
Furan
Thiophen

- Fünfring-Heteroaromaten mit mehreren Heteroatomen:

Pyrazol
Imidazol
1,2,4-Triazol
1,2-Oxazol
1,3-Oxazol
1,3-Thiazol

- Sechsring-Heteroaromaten mit einem Heteroatom:

Pyridin
Phospha- benzol
Pyrylium Ion

- Sechsring-Heteroaromaten mit mehreren Heteroatomen:

Pyridazin
Pyrimidin
Pyrazin
1,3,5-Triazin

### Bicyclische Heteroaromaten
- Benzoanellierte Fünfring-Heteroaromaten:

Indol
Benzofuran
Benzoxazol

- Benzoanellierte Sechsring-Heteroaromaten:

Purin
Pteridin

Chinolin
Benzopyrylium Ion
Chinazolin
Chinoxalin
Benzoxazin

- Heteroanellierte Heteroaromaten

- Purin
- Pteridin